# شاهزاده بايزيد
 الأمير بايزيد، أو بالتركية شاهزاده بايزيد (14 سبتمبر 1525م- 23 يوليو 1562م) هو الابن الذكر الرابع للسلطان سليمان القانوني والثالث من زوجته الثانية روكسلانا. قاد جيشه للتمرد على شقيقه الأمير سليم (السلطان سليم الثاني لاحقا)، فحُكم عليه بالإعدام هو وأبنائه الأمراء الصغار الخمسة قبل أن يكمل السابعة والثلاثين من عمره.

## أسرته

### زوجاته
- فاطمة خاصكي سلطان

### أبناؤه
- شاهزاده أورهان (ابن شاهزاده بايزيد) - أُعدم مع أبيه في 25 سبتمبر 1561
- شاهزاده عثمان (ابن شاهزاده بايزيد) - أُعدم مع أبيه في 25 سبتمبر 1561
- شاهزاده عبد الله (ابن شاهزاده بايزيد) - أُعدم مع أبيه في 25 سبتمبر 1561
- شاهزاده محمود (ابن شاهزاده بايزيد) - أُعدم مع أبيه في 25 سبتمبر 1561
- شاهزاده محمد (ابن شاهزاده بايزيد) - تم الإرسال إليه وإعدامه مع أنه طفل صغير

### بناته
- مريم سلطان (ابنة شاهزاده بايزيد) - توفيت 1546 ب كوتاهيه
- خديجة سلطان (ابنة شاهزاده بايزيد) - توفيت 1549 ب كوتاهيه
- عائشة سلطان (ابنة شاهزاده بايزيد) - تزوجت من غضنفر باشا - توفيت 1601 ب مقبرة أيوب سلطان
- هانزاده سلطان (ابنة شاهزاده بايزيد) - توفيت 1556 ب كوتاهيه

## حياته
بعد وفاة الأمير محمد ثاني أكبر أبناء القانوني وأكبرهم من روكسلانا عام 1543م، وإعدام الأمير مصطفى أول أنجال القانوني وولي عهده الشرعي عام 1553م، ووفاة جهانكير أصغر أبناء السلطان في نفس العام، بات بايزيد المنافس الوحيد لسليم على خلافة عرش الدولة العثمانية.
كان بايزيد يصغر سليمًا بنحو 16 شهراً، و«كان أكثر فعالية وأكثر حرصًا» كما كان «خطاطًا وعسكريًا قديرًا». اشترك في أربع حملات سلطانية وكتب الشعر باللغتين العثمانية والفارسية تحت الاسم الأدبي «شاهي».
تمكن أخيه سليم من تأمين انضمام لالا مصطفى باشا مربي الشهزاده بايزيد في صفه، حيث سرب لبايزيد معلومات مغلوطة من أن السلطان سليمان يتهيأ في تعيين الشهزاده سليم خليفة له، ليستشيط بايزيد غضباً ويرسل لأخيه سليم رسائل مليئة بالسباب والتهديد. قام الشهزاده سليم بدوره بإرسال هذه الرسائل للسلطان. أثارت الرسائل غضب السلطان سليمان الذي أمر بنقل بايزيد من سنجق كوتاهيه الذي كان يديره إلى سنجق أبعد في أماسيا، ولكي لا يصنف هذا عليه أنه دعم مباشر لسليم فقد أمر ايضاً بنقل سليم من سنجقه في مانيسا إلى سنجق قونية، كلتاهما لهما نفس المسافة تقريبا إلى إسطنبول، حيث أن المسافة بين السناجق وبين العاصمة تحدد إلى حد كبير الأمير المستقبلي الذي سيتمكن من إعتلاء العرش، لكن بايزيد أخذ الأمر على أنه دعم مباشر لأخيه سليم.
قبل سليم أمر النقل ونفذه مباشرة، بينما تلكأ بايزيد وأظهر عدم الرضا، جلب هذا غضب السلطان وأرسل له كحل أخير أحد الوزراء ليقدم له النصح، وفعل نفس المسلك مع سليم.
نفذ الشهزاده بايزيد أمر النقل بعد وقت طويل. ولم يكن تنفيذه لذلك عن رضا، بل أراد الذهاب لأماسيا من أجل المداراة عن نيته جمع المزيد من الجنود والأموال للتمرد على أخيه.
وبمجرد اتضاح نية بايزيد في التمرد على أخيه أمر السلطان الوزير محمد باشا بدعم الشهزاده سليم والتصدي لعصيان بايزيد، وأعُلِن الأمير بايزيد عاصياً واستحصلت فتوى بوجوب قتله. لم يثني هذا عزم بايزيد الذي تقدم لمواجهة أخيه غير أنه هُزم في معركة قونية عام 1559 لكن فشل جيش محمد باشا في القبض على بايزيد الذي فر شرقاً واستطاع في اشتباك آخر أن يعطل قوات محمد باشا عن اللحاق به. ثم لم يجد الشهزاده بداً من اللجوء إلى شاه فارس طهماسب الذي كان قد دعاه واستقبله بحفاوة إلا أنه انقلب عليه بعد أن اكتشف محاولة بايزيد إسقاط الشاه الإيراني، فشُتت جيش الأمير العثماني ووضع الأمير قيد المراقبة.

## بعد وفاته

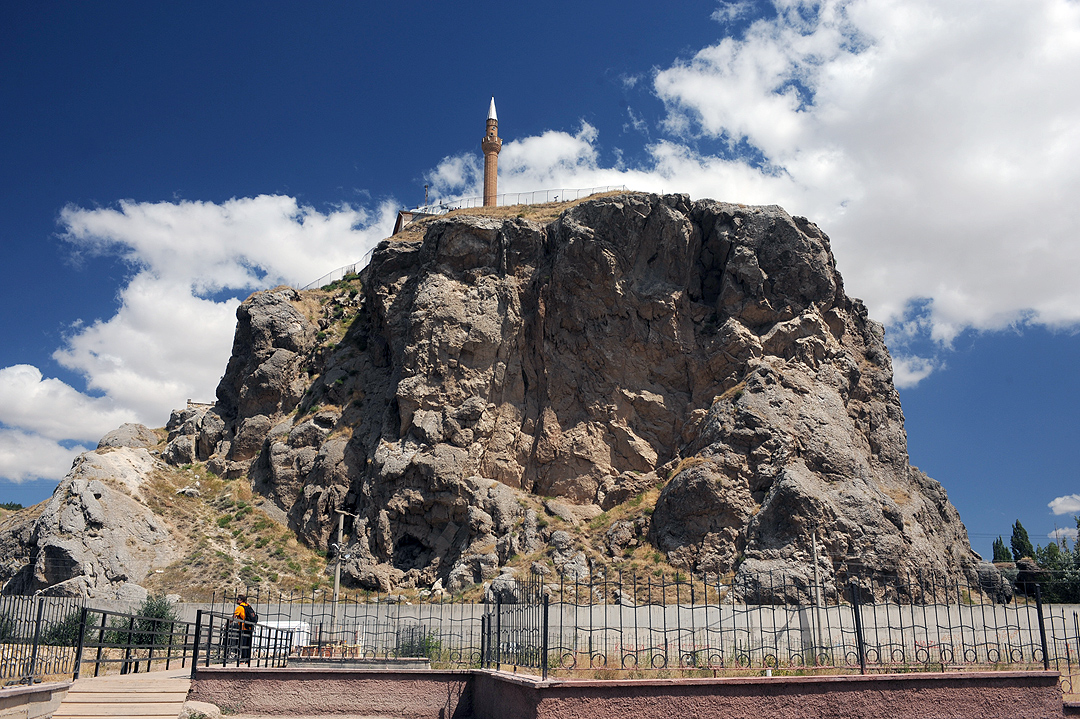
قبر الشهزاده بايزيد في جامع عبد الوهَّاب الغازي، في سيواس.

لقاء صفقة مع القانوني، حصل طهماسب على 500 ألف ليرة ذهبية ومجوهرات ثمينة مقابل بايزيد وأبنائه الأربعة حيث أحُضر لهم رئيس الجلادين العثمانيين وتم إعدامهم في قزوين ومن ثم تسليم جثثهم إلى السفراء العثمانيين عام 1562 حيث شيدت لهم قبور في سيواس دفنوا فيها.
في العام نفسه، قُتل أورهان أكبر أبناء بايزيد عن عمر 19 سنة وقت أن كان واليًا على سنجق جورم، فيما بقيت بنات بايزيد الأربعة على قيد الحياة.

## مسلسل حريم السلطان
لعب الممثل التركي أراس بولوت إينيملي دور بايزيد في المسلسل المشهور ب«حريم السلطان» أو «القرن العظيم»